# 파비오 시아카
파비오 프란체스코 시아카(이탈리아어: Fabio Francesco Sciacca, 1989년 5월 16일 ~ )는 이탈리아의 축구 선수이다.

## 수상
이탈리아
- 2009 페스카라 지중해 게임 축구: 은메달